# Fort Frances
Fort Frances är en ort i Kanada.   Den ligger i provinsen Ontario, i den sydöstra delen av landet, 1 400 km väster om huvudstaden Ottawa. Fort Frances ligger 342 meter över havet och antalet invånare är 7 931.
Terrängen runt Fort Frances är mycket platt. Runt Fort Frances är det glesbefolkat, med 12 invånare per kvadratkilometer.. Det finns inga andra samhällen i närheten. 
Omgivningarna runt Fort Frances är en mosaik av jordbruksmark och naturlig växtlighet.